# Burgmuseum Schloßfreiheit

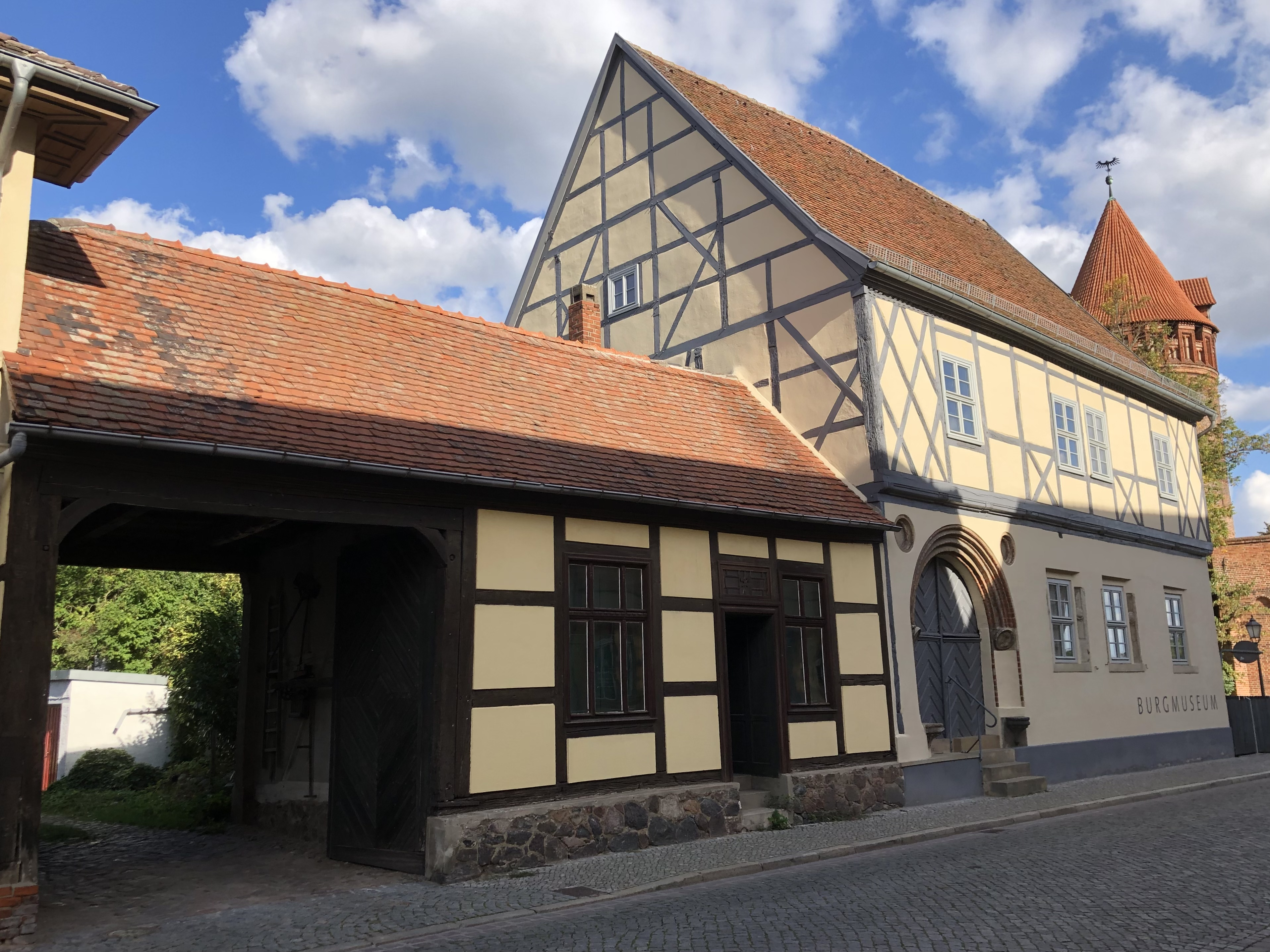
Burgmuseum Schloßfreiheit im Jahr 2022

Das Burgmuseum Schloßfreiheit ist ein denkmalgeschütztes ehemaliges Wohnhaus in Tangermünde in Sachsen-Anhalt. Es wird aktuell als Museum für die Geschichte der benachbarten Burg Tangermünde genutzt.

## Lage
Das Gebäude befindet sich auf der Nordseite der Straße Schloßfreiheit an der Adresse Schloßfreiheit 5 in einer Ecklage zur östlich einmündenden Straße Amtsgarten. Östlich liegt die Burg Tangermünde. 

## Architektur und Geschichte
Das zweigeschossige Gebäude entstand nach einer am Haus befindlichen Inschrift im Jahr 1543 und ist das älteste erhaltene Wohnhaus der Stadt Tangermünde. Während das verputzte Erdgeschoss in massiver Bauweise aus Backsteinen errichtet wurde, ist das Obergeschoss in Fachwerkbauweise ausgeführt. Die Gewände der Fensteröffnungen sind im Erdgeschoss aus Sandstein im Stil der Renaissance gefertigt. Am Gebäude befindet sich ein aus Backsteinen gebautes Sitznischenportal. An den Konsolen finden sich Rundmedaillons, die Brustreliefs der Erbauer des Hauses Peter und Georg Krull und die Jahreszahl 1543 zeigen. Das Obergeschoss ist jüngeren Datums und stammt aus dem 17. Jahrhundert.
Im Gebäudeinneren ist das Haus überwiegend original erhalten, so insbesondere der von einem Tonnengewölbe überspannte Keller und die Esse. Das Treppenhaus geht auf das 17. Jahrhundert zurück.
Im örtlichen Denkmalverzeichnis ist das Gebäude als Wohnhaus unter der Erfassungsnummer 094 09885 als Baudenkmal verzeichnet.
1998 wurde im Haus das Burgmuseum eingerichtet.

## Museum
Das Museum widmet sich in vier Räumen der Geschichte der Burg Tangermünde und betont insbesondere die landesherrliche Vorrangstellung, die die Burg im 14. Jahrhundert unter Kaiser Karl IV. hatte. Darüber hinaus wird die Entwicklung als kurbrandenburgisches Amt im 16. und 17. Jahrhundert und die Aufhebung des Amtes im 19. Jahrhundert thematisiert. Außerdem werden die beiden Denkmale auf dem Burggelände und ihre Entstehung Anfang des 20. Jahrhunderts gezeigt.